# Майка (филм, 1926)
„Майка“ (на руски: Мать) е черно-бял ням филм от 1926 г. на режисьора Всеволод Пудовкин, по сценарий на Натан Зархи. Сюжетът на филма е заимстван от едноименния роман на А. М. Горки. „Майка“ е определян като един от най-въздействащите филми в руското нямо кино. 

## Сюжет
Павел Власов е профсъюзен активист. Неговата майка не разбира и не споделя възгледите му. Когато той получава наказателна присъда за дейността си срещу Царска Русия, тя осъзнава необходимостта от революция и се присъединява към масова демонстрация срещу затвора. 

## В ролите
- Вера Барановская – Майка
- Николай Баталов – Павел Власов
- Всеволод Пудовкин – жандарм
- Иван Бобров
- Александър Громов
- Владимир Уралский
- Анна Земцова
- Александър Чистяков – Власов
- Александър Савицкий
- Иван Ковал-Самборский